# O Canada
O Canada (en francés: Ô Canada) es el himno nacional de Canadá. Este himno fue originalmente encargado en 1880, por el Teniente Gobernador de Quebec Théodore Robitaille para la ceremonia del Día Nacional de los Franco-Canadienses. Compuesta por Calixa Lavallée, tras lo cual la letra fue escrita por el poeta y juez Sir Adolphe-Basile Routhier. La letra original estaba en francés, se publicó una traducción al inglés en 1906. Se produjeron múltiples versiones en inglés, siendo la versión de Robert Stanley Weir la que en 1908 ganó mayor popularidad, sirviendo finalmente como base para la letra oficial promulgada por el Parlamento. Las letras de Weir han sido revisadas tres veces, la más reciente cuando se promulgó la Act to amend the National Anthem Act (gender) (en español: Ley para enmendar la Ley del Himno Nacional (sobre género) en 2018. La letra en francés permanece inalterada. O Canada había servido como un himno nacional de facto desde 1939, convirtiéndose oficialmente en el himno nacional del país en 1980 cuando la National Anthem Act de Canadá recibió el consentimiento real y entró en vigencia el 1 de julio como parte de las celebraciones del Día de Dominio (hoy Día de Canadá).

## Melodía
O Canada es una canción de 28 compases escrita originalmente en la clave de sol mayor para cuatro voces y piano, como una marcha en tiempo de 4/4 para ser tocada «maestoso è risoluto» ("majestuoso y resuelto"). El manuscrito original se ha perdido.

## Letra
La National Anthem Act estableció la letra de O Canada para los dos idiomas oficiales de Canadá, el inglés y el francés. Sin embargo, las dos versiones de la letra no son traducibles entre sí.
Las letras son las siguientes:
Letra oficial
Versión en inglés

O Canada!

Our home and native land!

True patriot love in all of us command.

With glowing hearts we see thee rise,

The True North strong and free!

From far and wide,

O Canada, we stand on guard for thee.

God keep our land glorious and free!

O Canada, we stand on guard for thee.

O Canada, we stand on guard for thee.
Versión en francés

Ô Canada!

Terre de nos aïeux,

Ton front est ceint de fleurons glorieux!

Car ton bras sait porter l'épée,

Il sait porter la croix!

Ton histoire est une épopée

Des plus brillants exploits.

Et ta valeur, de foi trempée,

Protégera nos foyers et nos droits.

Protégera nos foyers et nos droits.
Traducción al inglés de la versión en francés
por la Oficina de Traducción del Parlamento

O Canada!

Land of our ancestors

Glorious deeds circle your brow

For your arm knows how to wield the sword

Your arm knows how to carry the cross;

Your history is an epic

Of brilliant deeds

And your valour steeped in faith

Will protect our homes and our rights,

Will protect our homes and our rights.
Traducción
Traducción literal de la
versión en inglés

¡Oh Canadá!

¡Nuestro hogar y país natal!

Verdadero amor patrio en todos tus hijos mande.

Con corazones ardientes te vemos alzarte,

¡El Fiel Norte, fuerte y libre!

De lejos y de todas partes,

Oh, Canadá, estamos en guardia por ti.

¡Dios mantenga nuestro país glorioso y libre!

Oh, Canadá, estamos en guardia por ti.

Oh, Canadá, estamos en guardia por ti.
Traducción literal de la
versión en francés

¡Oh, Canadá!

Tierra de nuestros antepasados,

¡Tus sienes se ciñen de gloriosas guirnaldas!

Así como tu brazo sabe llevar la espada,

¡Así también sabe llevar la cruz!

Tu historia es una epopeya

De las más brillantes hazañas.

Y tu valor, templado en la fe,

Protegerá nuestros hogares y nuestros derechos.

Protegerá nuestros hogares y nuestros derechos.
Versión bilingüe 1

O Canada!

Our home and native land!

True patriot love in all of us command.

Car ton bras sait porter l'épée,

Il sait porter la croix!

Ton histoire est une épopée

Des plus brillants exploits.

God keep our land glorious and free!

O Canada, we stand on guard for thee.

O Canada, we stand on guard for thee.
Versión bilingüe 2

Ô Canada!

Terre de nos aïeux,

Ton front est ceint de fleurons glorieux!

Car ton bras sait porter l'épée,

Il sait porter la croix!

Ton histoire est une épopée

Des plus brillants exploits.

God keep our land glorious and free!

O Canada, we stand on guard for thee.

O Canada, we stand on guard for thee.
Se ha observado que el tema de apertura de O Canada guarda un gran parecido con «la Marcha de los sacerdotes» de la ópera La flauta mágica, compuesta en 1791 por Wolfgang Amadeus Mozart. La frase «El Fiel Norte, fuerte y libre» se basa en la descripción de Alfred Tennyson de Canadá como «ese norte verdadero, del cual escuchamos últimamente / Una tensión para avergonzarnos». En el contexto del poema A la reina escrito por Tennyson, la palabra verdadero significa «leal» o «fiel».
La letra y la melodía de O Canada son de dominio público, un estatus que no se vio afectado por el registro como marca comercial de las frases «with glowing hearts» y «des plus brillants exploits» para los Juegos Olímpicos de Invierno de 2010 en Vancouver. Dos provincias han adoptado frases traducidas del latín, de la letra en inglés, en sus lemas: Manitoba—Gloriosus et Liber (Gloriosa y Libre)—y Alberta—Fortis et Liber (Fuerte y Libre). Del mismo modo, el lema del Ejército Canadiense es Vigilamus pro te (estamos en guardia por ti).

## Historia

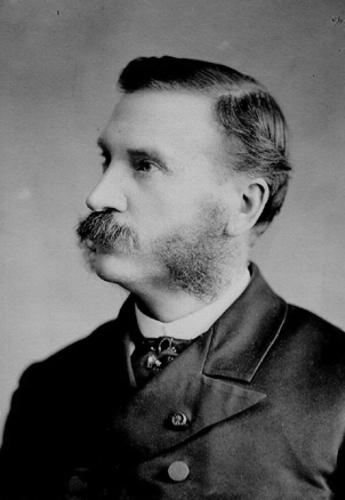
Adolphe-Basile Routhier c. 1890

La versión de la letra en francés de O Canada fue escrita por Sir Adolphe-Basile Routhier, con la música compuesta por Calixa Lavallée, como una canción patriótica francocanadiense para la Sociedad Saint-Jean-Baptiste y que se interpretó por primera vez el 24 de junio de 1880, en el banquete del Día de San Juan Bautista en la ciudad de Quebec. En ese momento el «Chant National», también de Routhier, era popular entre los francófonos como himno; mientras que «God save the King» y «The Maple Leaf Forever», desde 1867, competían como himnos nacionales no oficiales en la Canadá inglesa. O Canada se unió a esa disputa cuando un grupo de escolares la cantó para la gira por Canadá de 1901 de los Duques de Cornualles (más tarde el rey Jorge V y la reina María). Esta fue la primera interpretación conocida del himno fuera de Quebec.

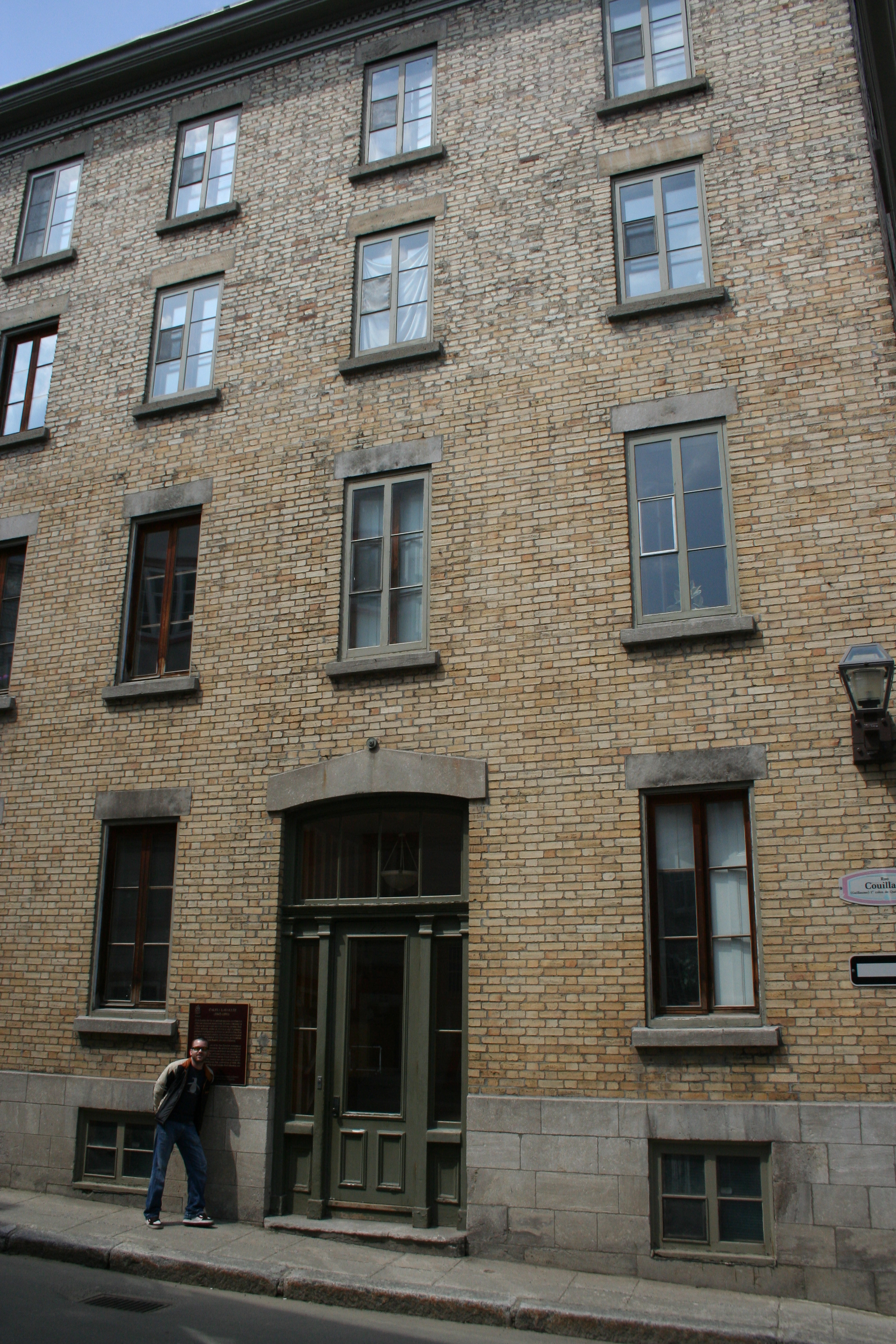
La casa donde vivió Lavallée en la ciudad de Quebec en 1878

Cinco años después, una compañía de Toronto Whaley and Royce publicó la música con el texto en francés y una primera traducción al inglés realizada por Thomas Bedford Richardson. En 1908 la revista Collier's Weekly organizó un concurso para escribir nuevas letras en inglés para O Canada, el concurso fue ganado por Mercy E. Powell McCulloch, pero su versión nunca obtuvo una amplia aceptación. De hecho muchos hicieron traducciones al inglés de la letra creada por Routhier; sin embargo la versión más popular fue creada en 1908 por Robert Stanley Weir, abogado y contador de la ciudad de Montreal. La letra de Weir en 1908 no contenía referencias religiosas y usaba la frase «tú sobre nosotros mandes» antes de que Weir las cambiara en 1913 para que se leyera «en todos tus hijos mande». En 1926 se agregó una cuarta estrofa de carácter religioso. Una versión ligeramente modificada se publicó oficialmente para el Jubileo de Diamante de la Confederación en 1927, y gradualmente se convirtió en la versión más aceptada e interpretada de este himno.
Se pensó que esta melodía se había convertido en el himno nacional de facto después de que el rey Jorge VI permaneciera en posición de atención durante su interpretación en la dedicación al Monumento Nacional de Guerra en Ottawa, el 21 de mayo de 1939; aunque el rey Jorge en realidad estaba siguiendo un precedente establecido por su hermano Eduardo, el anterior rey de Canadá, cuando este dedicó el Memorial canadiense de Vimy en Francia en 1936. Los estatutos y prácticas que regían el uso del himno durante eventos públicos en los municipios variaban; en Toronto se empleaba «God save the King», mientras que en Montreal era O Canadá.
El musicólogo Ross Duffin ha argumentado ampliamente que Lavalée construyó la melodía para O Canada adaptando material de Mozart (La Marcha de los sacerdotes, compases 1-8), Liszt (Festklänge, compases 17-20), Wagner (Wach auf, es nahet gen den Tag, compases 9–16) y Matthias Keller (The American Hymn, compases 21-28).

### Adopción
El primer ministro Lester Bowles Pearson en 1964 dijo que una melodía tendría que ser elegida como himno nacional del país y el gobierno resolvió formar una comisión conjunta para revisar el estatus de las dos obras musicales. Al año siguiente, Pearson presentó a la Cámara de los Comunes una moción para que «se autorice al gobierno a tomar las medidas que sean necesarias para disponer que 'O Canadá' sea el Himno Nacional de Canadá, mientras que 'God save the King' el Himno Real de Canadá», la cual el parlamento aprobó. En 1967, el primer ministro aconsejó al Gobernador General Georges Vanier que nombrara la Comisión Conjunta Especial del Senado y la Cámara de los Comunes sobre el Himno Nacional y el Himno Real; el grupo se reunió por primera vez en febrero y después de dos meses, el 12 de abril de 1967, presentó su conclusión de que O Canadá debería ser designado como el himno nacional y God save the King como el himno real de Canadá, la primera estrofa de cada uno en ambos idiomas oficiales, para ser adoptado por el parlamento. Luego el grupo fue encargado de establecer la letra oficial de cada canción. Para O Canada se recomendó la versión de 1908 de Robert Stanley Weir para la letra en inglés, con algunos cambios menores: dos de las frases «estamos en guardia» fueron reemplazadas por «de lejos y de todas partes» y «Dios mantenga nuestro país».
En 1970 la Reina por derecho de Canadá compró el derecho a la letra y la melodía de O Canada a Gordon V. Thompson Music por $ 1. La canción finalmente se convirtió en el himno nacional oficial en 1980 con la aprobación de la Ley del Himno Nacional (en inglés: National Anthem Act). La ley reemplazó dos de las repeticiones de la frase «Estamos en guardia» en la letra en inglés, como había sido propuesta por la Comisión Conjunta Especial del Senado. Este cambio fue controvertido entre los tradicionalistas y durante varios años después no fue raro escuchar a la gente todavía cantando las viejas letras en eventos públicos. Por el contrario, la letra en francés se mantiene sin cambios con respecto a la versión original.

### Debates sobre lenguaje inclusivo
En junio de 1990 el Ayuntamiento de Toronto votó 12 a 7 a favor de recomendar al gobierno canadiense que la frase «nuestro hogar y tierra natal» se cambiara por «nuestro hogar y tierra querida» y que la frase «en todos tus hijos mande» en parte volviera a ser «sobre todos nosotros mande». El concejal Howard Moscoe dijo que las palabras «tierra natal» no eran apropiadas para los muchos canadienses que no eran nativos y que la palabra «hijos» implicaba «que las mujeres no pueden sentir verdadero patriotismo o amor por Canadá». La senadora Vivienne Poy criticó de manera similar la letra en inglés del himno por ser sexista y presentó un proyecto de ley en 2002 que proponía cambiar la frase «en todos tus hijos mande» por «sobre todos nosotros mande». A finales de la década de 2000, las referencias religiosas del himno (a Dios en la letra en inglés y a la cruz cristiana en la letra en francés) fueron criticadas por los secularistas.
En el discurso del trono de la Gobernadora general Michaëlle Jean el 3 de marzo de 2010, anunció un plan para que el parlamento revisara la «redacción original sobre neutralidad de género en el himno nacional». Sin embargo, tres cuartas partes de los canadienses encuestados después del discurso objetaron la propuesta y dos días después la oficina del Primer ministro anunció que el gabinete había decidido no restaurar la letra original.
En otro intento de hacer que el himno tenga una neutralidad de género, el diputado liberal Mauril Bélanger presentó un proyecto de ley en septiembre de 2014. Su proyecto de ley C-624, una «Ley para enmendar la Ley del Himno Nacional (sobre género)», fue rechazado en segunda lectura en abril de 2015. Tras las elecciones federales de 2015, Bélanger reintrodujo el proyecto de ley en el nuevo parlamento como proyecto de ley C-210 en enero de 2016. En junio de 2016, el proyecto de ley pasó su tercera lectura con una votación de 225 a 74 en la Cámara de los Comunes. El proyecto de ley aprobó su tercera lectura en el Senado mediante aclamación, el 31 de enero de 2018, y recibió el consentimiento real el 7 de febrero de 2018.

### Segunda y tercera estrofa en la versión inglesa: estribillo histórico
A continuación se muestran algunas versiones ligeramente diferentes de la segunda y tercera estrofas y el coro, además de una cuarta estrofa adicional. Rara vez se cantan.
O Canada! Where pines and maples grow.

Great prairies spread and lordly rivers flow.

How dear to us thy broad domain,

From East to Western sea.

Thou land of hope for all who toil!

Thou True North, strong and free!

Coro

     God keep our land glorious and free!

     O Canada, we stand on guard for thee.

     O Canada, we stand on guard for thee.

O Canada! Beneath thy shining skies

May stalwart sons, and gentle maidens rise,

To keep thee steadfast through the years

From East to Western sea.

Our own beloved native land!

Our True North, strong and free!

Coro

Ruler supreme, who hearest humble prayer,

Hold our Dominion within thy loving care;

Help us to find, O God, in thee

A lasting, rich reward,

As waiting for the better Day,

We ever stand on guard.

Coro

### Versión original en francés
La primera estrofa es la misma. Las otras estrofas son las mismas.
Sous l'œil de Dieu, près du fleuve géant,

Le Canadien grandit en espérant.

Il est né d'une race fière,

Béni fut son berceau.

Le ciel a marqué sa carrière

Dans ce monde nouveau.

Toujours guidé par sa lumière,

Il gardera l'honneur de son drapeau,

Il gardera l'honneur de son drapeau.

De son patron, précurseur du vrai Dieu,

Il porte au front l'auréole de feu.

Ennemi de la tyrannie

Mais plein de loyauté,

Il veut garder dans l'harmonie,

Sa fière liberté;

Et par l'effort de son génie,

Sur notre sol asseoir la vérité,

Sur notre sol asseoir la vérité.

Amour sacré du trône et de l'autel,

Remplis nos cœurs de ton souffle immortel!

Parmi les races étrangères,

Notre guide est la loi :

Sachons être un peuple de frères,

Sous le joug de la foi.

Et répétons, comme nos pères,

Le cri vainqueur : "Pour le Christ et le roi!"

Le cri vainqueur : "Pour le Christ et le roi!"
Under the eye of God, near the giant river,

The Canadian grows hoping.

He was born of a proud race,

Blessed was his birthplace.

Heaven has noted his career

In this new world.

Always guided by its light,

He will keep the honour of his flag,

He will keep the honour of his flag.

From his patron, the precursor of the true God,

He wears the halo of fire on his brow.

Enemy of tyranny

But full of loyalty,

He wants to keep in harmony,

His proud freedom;

And by the effort of his genius,

Set on our ground the truth,

Set on our ground the truth.

Sacred love of the throne and the altar,

Fill our hearts with your immortal breath!

Among the foreign races,

Our guide is the law:

Let us know how to be a people of brothers,

Under the yoke of faith.

And repeat, like our fathers,

The battle cry: "For Christ and King!"

The battle cry: "For Christ and King!"

## Interpretación

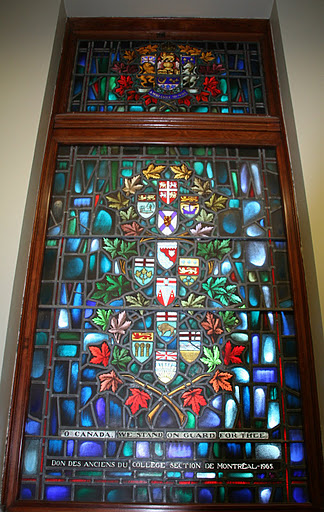
Vitral con la inscripción 'O Canada we stand on guard for thee', Royal Military College of Canada

O Canada habitualmente se interpreta antes de eventos deportivos que involucran a equipos canadienses. En tales eventos públicos a menudo se mezclan las letras en inglés y francés para representar la dualidad lingüística de Canadá. También ha sido interpretado en otros idiomas: durante la ceremonia de apertura de los Juegos Olímpicos de Invierno de 1988 en Calgary, O Canada fue cantado en el idioma tutchone del sur por Daniel Tlen, un nativo del Yukón. En un juego de la Liga Nacional de Hockey (NHL) en Calgary, en febrero de 2007, la cantante del pueblo cree Akina Shirt se convirtió en la primera persona en interpretar este himno en el idioma cree, en tal evento.
La Major League Baseball, la Major League Soccer, la National Basketball Association y la NHL requieren que en los encuentros que involucran a equipos de Canadá y Estados Unidos se interpreten los himnos de ambos países (incluidos los partidos de las estrellas), con el himno del equipo visitante realizado primero, seguido por el del país anfitrión.

## Protocolo y leyes
La National Anthem Act especifica que la letra y la melodía de O Canada están ambas en el dominio público, permitiendo que el himno se reproduzca libremente o se utilice como base para obras derivadas, incluidos arreglos musicales. No existen regulaciones que rigen la interpretación del himno, lo que permite que los ciudadanos ejerzan su propio criterio. Cuando se realiza en un evento, el protocolo tradicional es comenzar o finalizar las ceremonias con el himno, incluidas situaciones en las que se tocan otros himnos y que la audiencia se ponga de pie durante su interpretación. Los civiles varones suelen quitarse el sombrero, mientras que mujeres y niños no están obligados a hacerlo. Militares en uniforme tradicionalmente se mantienen con el sombrero puesto y realizan el saludo militar durante la ejecución del himno, con el saludo ofrecido en dirección a la Bandera de Canadá si está presente y si no lo está realizan el saludo de pie en posición de firmes.
Actualmente las leyes de las provincias de Manitoba, Nuevo Brunswick, Nueva Escocia, Ontario y la isla del Príncipe Eduardo exigen que el himno nacional se toque a diario en las escuelas primarias y secundarias públicas. El himno se reproducirá en las escuelas de la Columbia Británica al menos tres veces al año en las asambleas. Otras provincias y territorios no tienen disposiciones legales en torno a su reproducción en las escuelas.

## Adaptación
En la década de 1950, la melodía de O Canada fue adaptada para el himno de la Universidad Ateneo de Manila. Titulada A Song for Mary o simplemente The Ateneo de Manila Graduation Hymn, la letra de la canción fue escrita por el padre James Reuter, y la melodía fue adaptada por el coronel José Campaña.

## Letra en inuktitut
Hay además un texto en inuktitut, idioma oficial del territorio canadiense de Nunavut, y una versión trilingüe que suele cantarse en Iqaluit, capital de ese territorio.
| Silabario inuktitut ᐆ ᑲᓇᑕ! ᐆ ᑲᓇᑕ! ᓇᖕᒥᓂ ᓄᓇᕗᑦ! ᐱᖁᔭᑏ ᓇᓚᑦᑎᐊᖅᐸᕗᑦ. ᐊᖏᒡᓕᕙᓪᓕᐊᔪᑎ, ᓴᙱᔪᓗᑎᓪᓗ. ᓇᖏᖅᐳᒍ, ᐆ ᑲᓇᑕ, ᒥᐊᓂᕆᑉᓗᑎ. ᐆ ᑲᓇᑕ! ᓄᓇᑦᓯᐊ! ᓇᖏᖅᐳᒍ ᒥᐊᓂᕆᑉᓗᑎ, ᐆ ᑲᓇᑕ, ᓴᓚᒋᔭᐅᖁᓇ! | Alfabeto latino Uu Kanata! Uu Kanata! nangmini nunavut! Piqujatii nalattiaqpavut. Angiglivalliajuti, Sanngijulutillu. Nangiqpugu, Uu Kanata, Mianiripluti. Uu Kanata! nunatsia! Nangiqpugu mianiripluti, Uu Kanata, salagijauquna! | Versión trilingüe Uu Kanata! nangmini nunavut! Piqujatii nalattiaqpavut. Car ton bras sait porter l'épée, Il sait porter la croix ! Ton histoire est une épopée Des plus brillants exploits God keep our land glorious and free! O Canada, we stand on guard for thee. |